# زمین‌لرزه ۱۹۵۳ قبرس
زمین‌لرزه قبرس  در تاریخ ۱۰ سپتامبر ۱۹۵۳ میلادی، برابر با ‎۱۹ شهریور ۱۳۳۲، ساعت ۴:۰۶:۰۰ به زمان یوتی‌سی در قبرس رخ داد. بزرگی آن ۶٫۵ در مقیاس ریشتر اعلام شده‌است. زمین‌لرزه به وقت محلی در روز پنج‌شنبه، ساعت ۶ روی داده و منطقه زمانی آن یوتی‌سی +۲ بوده‌است (با لحاظ تغییر ساعت تابستانی).
سازمان زمین‌شناسی آمریکا نیز جای این زمین‌لرزه را در مختصات ۳۵°۰۰′شمالی ۳۲°۳۰′شرقی / ۳۵°شمالی ۳۲٫۵°شرقی و بزرگی آنرا برابر با ۶٫۵ در مقیاس ریشتر اعلام کرده‌است. 
شمار کشتگان زلزله حدود ۴۰ نفر بوده‌است.تعداد زخمیان ۱۰۰ نفر برآورده شده‌است.